# Cmentarz żydowski w Konstantynowie Łódzkim
Cmentarz żydowski w Konstantynowie Łódzkim – kirkut mieszczący się w Konstantynowie Łódzkim przy ul. Łaskiej 62/64, na terenie Miejskiego Ośrodka Sportu i Rekreacji. Teren kirkutu porasta sosnowy las, prawdopodobnie samosiewny.
Cmentarz został założony ok. 1827 roku. W tym czasie w Konstantynowie Łódzkim mieszkała społeczność żydowska licząca 516 członków. 
W roku wybuchu II wojny światowej, społeczność ta liczyła ok. 1330 członków. W czasie wojny została ona niemal unicestwiona, natomiast macewy zabrano i ułożono z nich chodnik przed budynkiem jaki pełnił wówczas rolę siedziby Gestapo - dziś siedziba biblioteki miejskiej przy placu Kościuszki. Macewy ułożono napisami do góry, ponieważ hitlerowcy chcieli żeby wszyscy widzieli po czym chodzą. Po wojnie płyty zostały zdemontowane z chodnika i ich dalszy los jest nieznany. Ponieważ cmentarz był pozbawiony opieki, nie zachowały się żadne ślady materialne świadczące o wcześniejszych pochówkach.